# Paseka
Paseka (in tedesco Passek) è un comune della Repubblica Ceca facente parte del distretto di Olomouc, nella regione di Olomouc.